# Kugelgruppe
Die Kugelgruppe ist eine Berggruppe im österreichischen Bundesland Vorarlberg. In der internationalen vereinheitlichten orographischen Einteilung der Alpen (SOIUSA) ist sie eine von 13 Untergruppen des Bregenzerwaldgebirges.

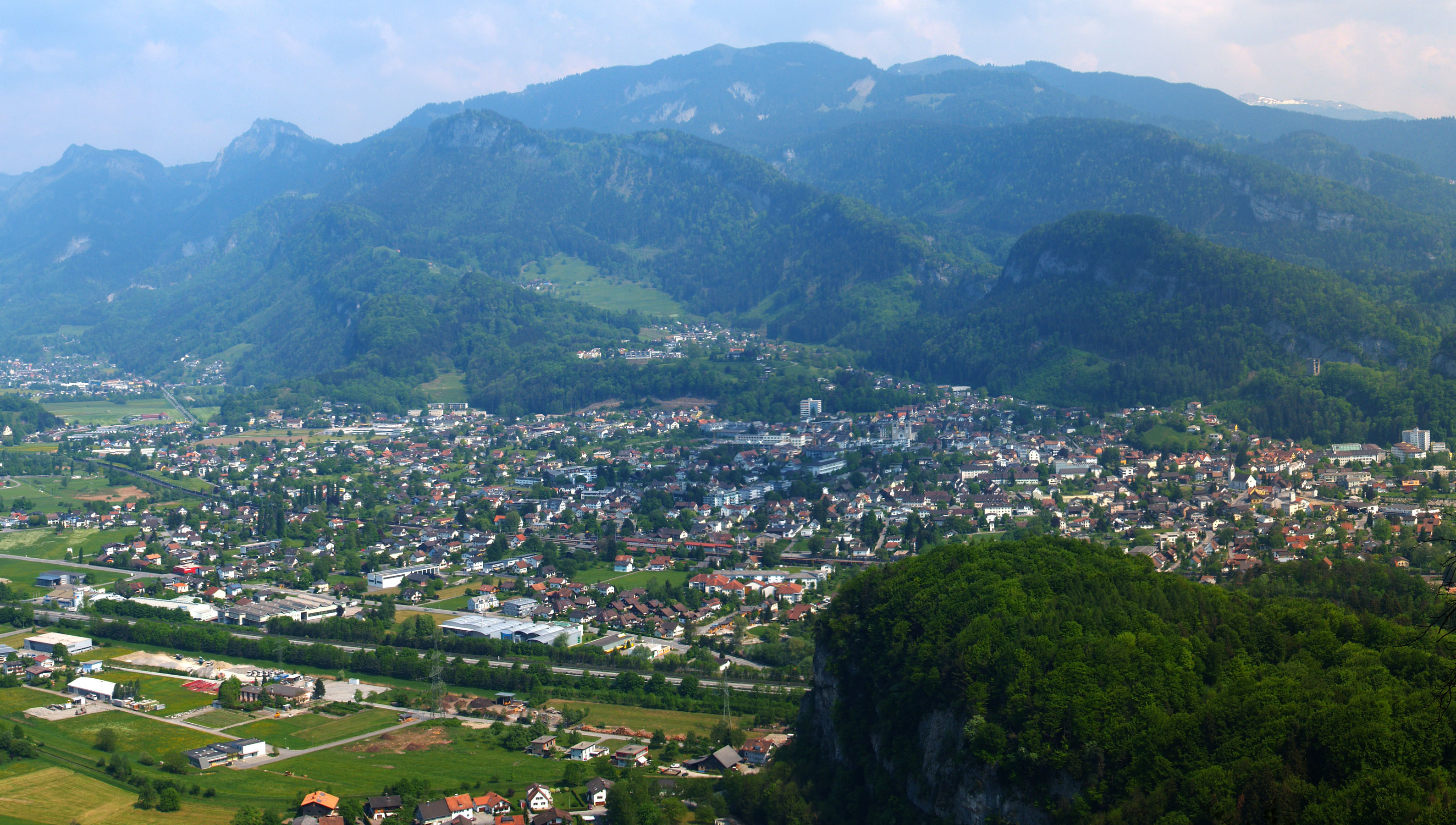
Kugelgruppe mit der Hohen Kugel vom Kummenberg aus

## Einordnung
Die SOIUSA ordnet die Berggruppe wie folgt ein:
| Einordnung nach SOIUSA | Einordnung nach SOIUSA | Einordnung nach SOIUSA                                  |
| ---------------------- | ---------------------- | ------------------------------------------------------- |
| Teil                   | II                     | Ostalpen                                                |
| Sektor                 | II/B                   | Nördliche Ostalpen                                      |
| Abschnitt              | 22                     | Bayerische Alpen                                        |
| Sektor                 | 22/A                   | Allgäuer und Bregenzer Alpen                            |
| Unterabschnitt         | 22.I                   | Bregenzerwaldgebirge                                    |
| Obergruppe             | 22.I.A                 | Westliches Bregenzerwaldgebirge                         |
| Gruppe                 | 22.I.3                 | Ebniter und Schuttanner Berge (Kugel-Schuttannen-Kette) |
| Untergruppe            | 22.I.3.a               | Kugelgruppe                                             |

## Lage und Umgrenzung
Die Kugelgruppe zieht sich vom Hohen Freschen nach Westen und Nordwesten Richtung Schuttannenberge. Zum Vorarlberger Rheintal hin bilden sie mehrere Ausläufer.
Die Umgrenzung erfolgt von Norden her im Uhrzeigersinn entlang der Linie Fluhereck – Bruderbach – Ebniter Ache – Valorsbach – Valuragrat – Valuratobelbach – Frödisch – Rheintalebene – Finsternaubach – Luchsfallabach – Fluhereck.

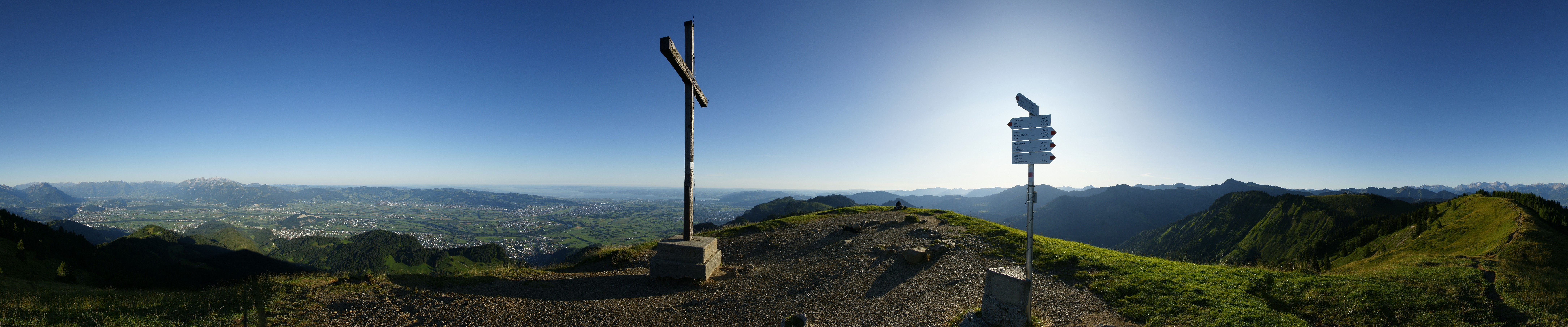
Aussicht von der Hohen Kugel

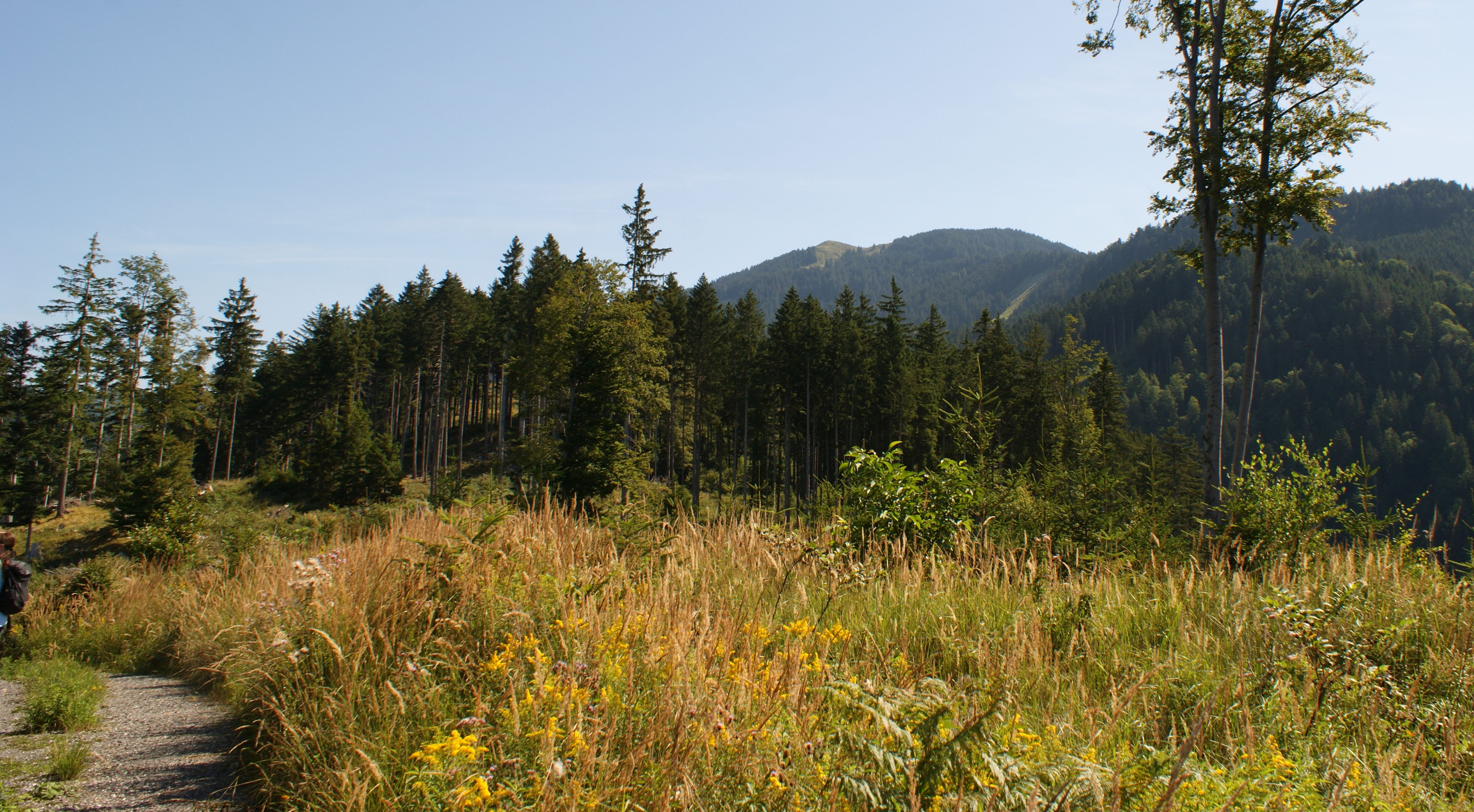
Orsanka Moos, Blick Richtung Hohe Kugel

|                       | Schuttannenberge |                  |
| Vorarlberger Rheintal |                  | Dornbirner First |
|                       | Freschengruppe   | Freschengruppe   |

## Gipfel und Sättel
Die Berggruppe besteht von Norden nach Südosten aus folgenden Sätteln und Gipfeln:
| Untergruppe          | Gipfel/Sattel | Höhe m ü. A. | Anmerkung |
| -------------------- | ------------- | ------------ | --- |
| 22.I.3.a Kugelgruppe | Fluhereck     | ca. 1275     | Übergang zu den Schuttannenbergen                                                                                        |
| 22.I.3.a Kugelgruppe | Hohe Kugel    | 1645         | Von hier führt ein Ausläufer südwestlich nach Fraxern.                                                                   |
| 22.I.3.a Kugelgruppe | Kugelkreuz    | 1642         | |
| 22.I.3.a Kugelgruppe | Treietpass    | 1489         | |
| 22.I.3.a Kugelgruppe | First         | 1644         | Kreuz auf 1617 m südöstlich des höchsten Punktes. Von hier führt ein Ausläufer über die Letze (1174 m) nach Viktorsberg. |
| 22.I.3.a Kugelgruppe | Falben        | ca. 1663     | höchster Punkt der Kugelgruppe                                                                                           |
| 22.I.3.a Kugelgruppe | Vorderhörnle  | 1656         | |
| 22.I.3.a Kugelgruppe | Hörnle        | 1581         | |
| 22.I.3.a Kugelgruppe | Schwammsattel | 14xx         | |
| 22.I.3.a Kugelgruppe | Dümelekopf    | 1523         | |
|                      | Dümelesattel  | 1452         | Übergang zur Freschengruppe                                                                                              |

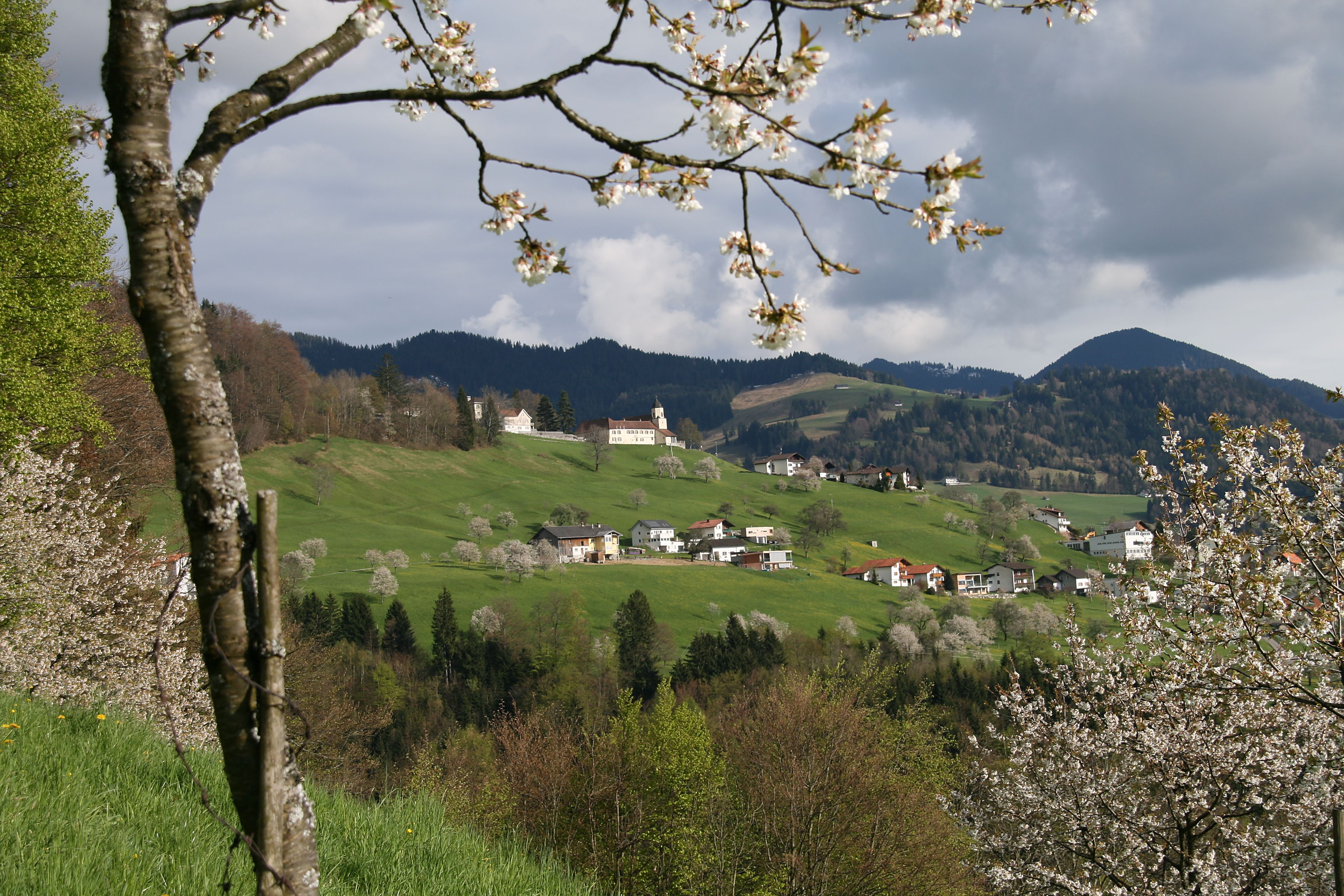
Blick von Fraxern auf Viktorsberg

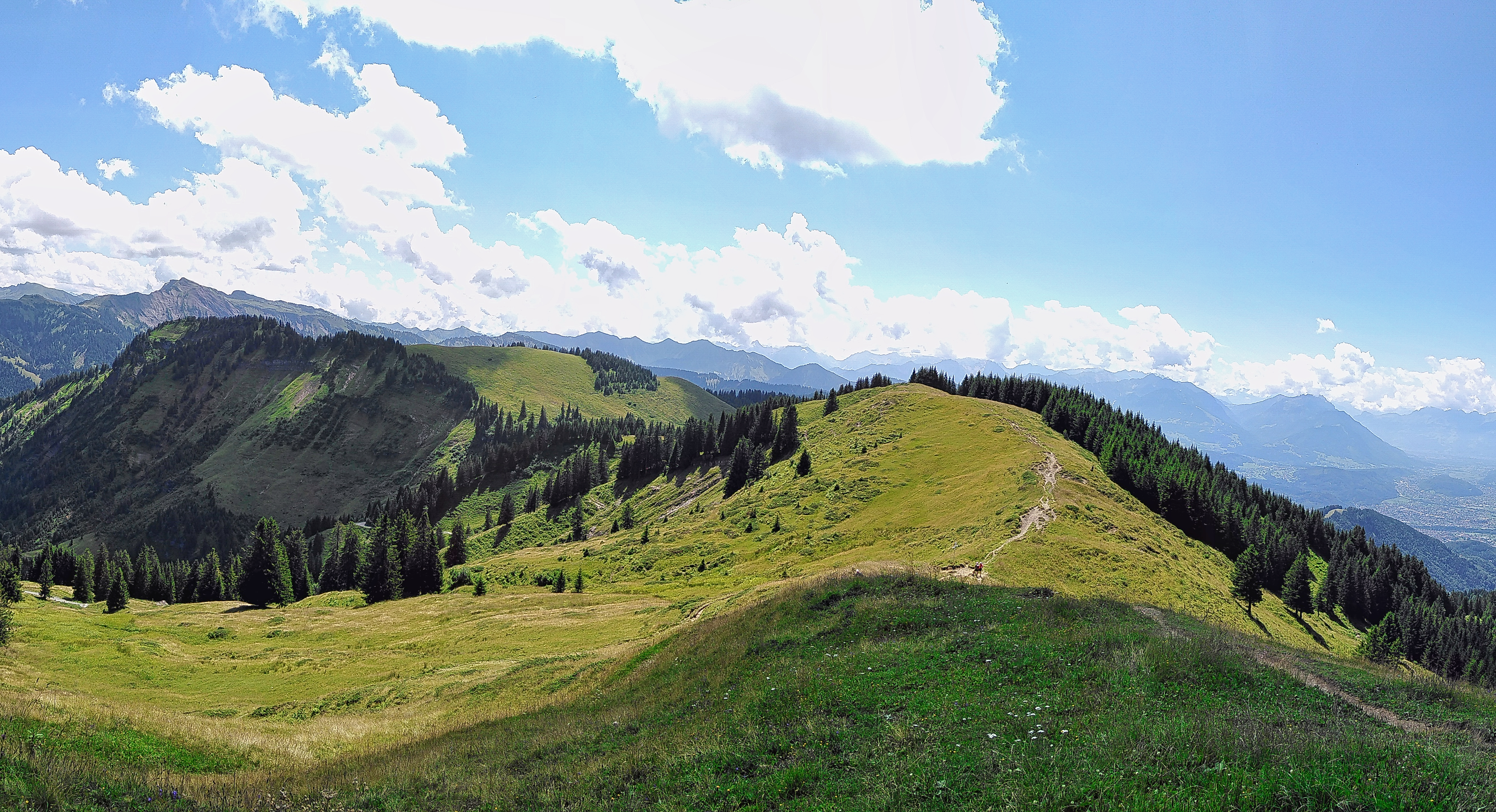
Blick von der Hohen Kugel nach Süden: Von links nach rechts das Vorderhörnle (dahinter der Hohe Freschen), gleich daneben der Falben, der First (im Bild unterhalb der Treietpass), das Kugelkreuz (mit Wald Richtung Rheintal) im Vordergrund.

Die Berge des nordwestlichsten Ausläufers sind der Rüttkopf (1212 m), der Kapf (1153 m) und der Zwurms (738 m). Es folgt ein Ausläufer mit Satzkopf (904 m) über die Hohe Lug (973 m) bis zum Sattelberg (575 m), der so weit, dass die Bahnstrecke Lindau–Bludenz ihn in einem kurzen Tunnel durchqueren muss, in die Rheintalebene ragt. Südöstlich davon führt ein Ausläufer von der Hohen Kugel über den Böchlakopf (1196 m) zum Bergdorf Fraxern und weiter mit dem Rüti Schrofa ins Rheintal bei Weiler. Der südöstlichste und mächtigste Ausläufer geht vom First über die Letzte (1174 m) zum Bergdorf Viktorsberg und weiter nach Röthis in der Rheintalebene. Die höchste Erhebung ist der Falben nahe dem Vorderhörnle auf demselben Grat.

## Naturschutz

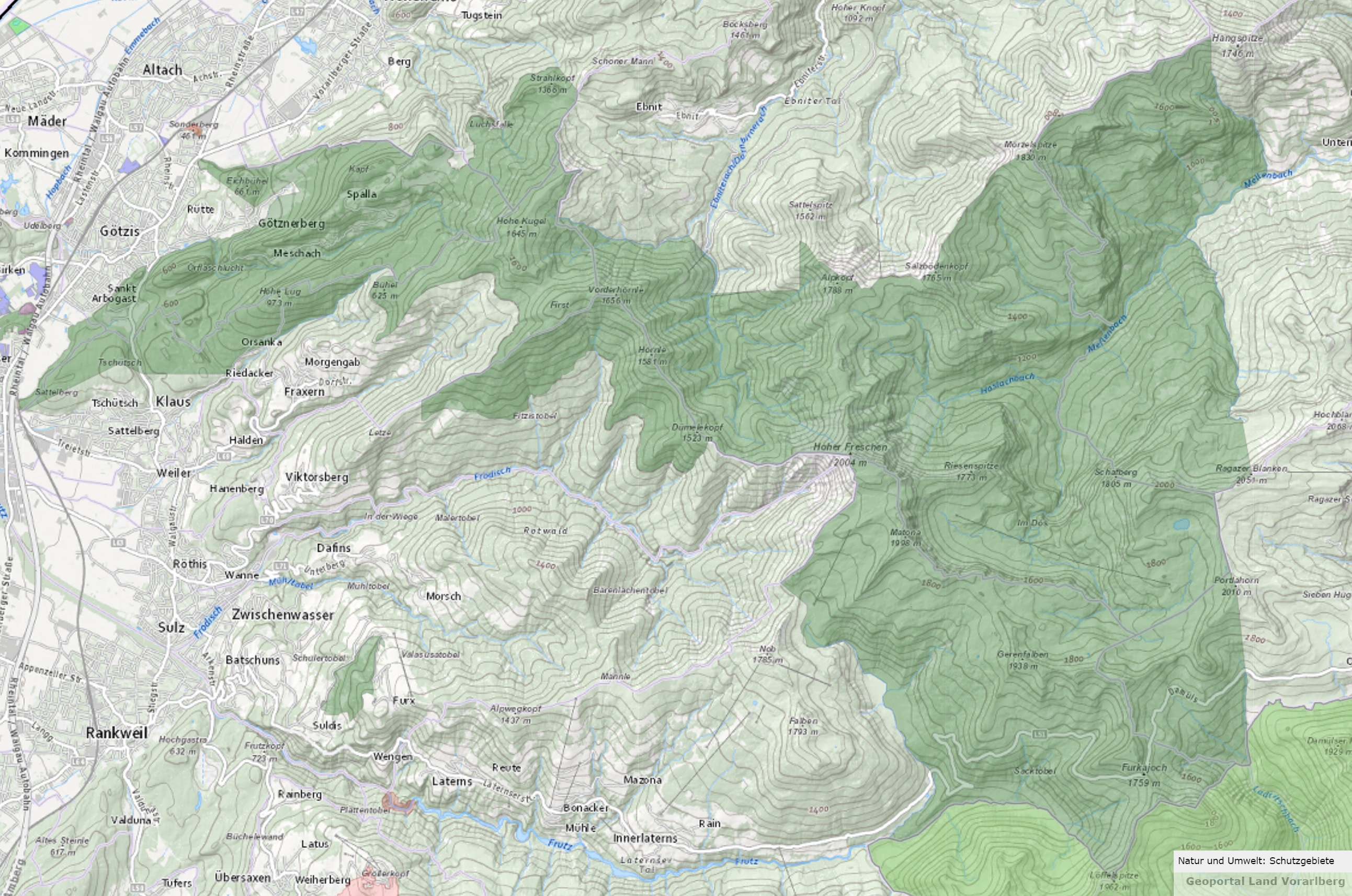
Ausdehnung des Naturschutzgebietes Hohe Kugel – Hoher Freschen – Mellental

Außer der Letzte liegen alle Gipfel im Naturschutzgebiet Hohe Kugel – Hoher Freschen – Mellental. Besonders reizvoll sind die Örflaschlucht und das Orsanka Moos, beides Biotope mit seltenen Pflanzen.
Das Einzugsgebiet der Frödisch ist kaum erschlossen, hier gibt es riesige naturnahe Wälder und unberührte Schluchten. Das Hintere Ebnitertal zusammen mit dem Frödischtal und dem Hinteren Mellental sind fast menschenleer und bieten einen ungestörten Landschaftsraum für Tiere mit großem Flächenbedarf. Hier leben gefährdete Tierarten wie Auerhuhn, Birkhuhn und Haselhuhn.

## Siedlungen
An den sonnigen Hängen des Rheintals gibt es mehrere Siedlungen und Dörfer: Götzner Berg, Meschach, Fraxern und Viktorsberg. Fraxern ist für seine Kirschen berühmt. Der Rest der Kugelgruppe ist unbesiedelt, im Sommer werden zahlreiche Alpen bewirtschaftet.

## Wandergebiet

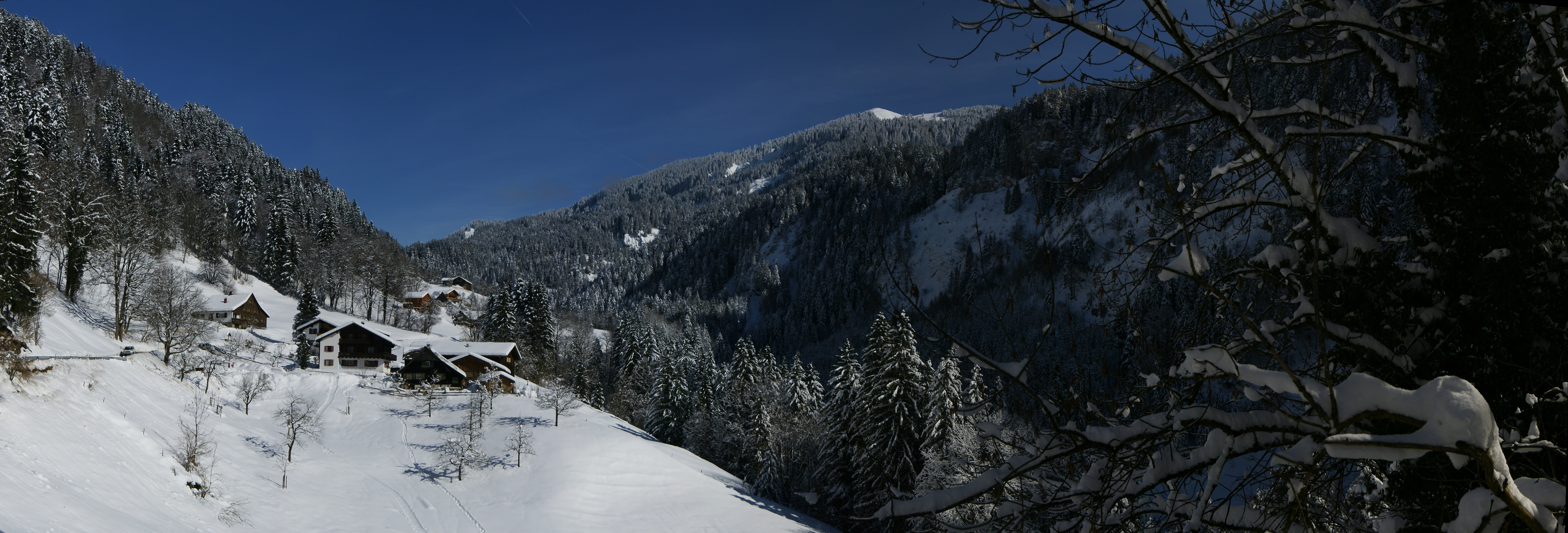
Blick von Meschach auf die Hohe Kugel

Die Kugelgruppe ist ein beliebtes Wandergebiet. Ausgangspunkte sind Ebnit, Schuttannen, Hohenems, Götzis, Fraxern und Viktorsberg. Die Aussicht reicht von vielen Bergen der Kugelgruppe zu Lechquellengebirge, zum Rätikon mit den Liechtensteiner Bergen, zu Glarner Alpen, Alpstein, Appenzeller Land und nach Nordwesten, über den Bodensee hinweg, bis zum Schwarzwald und zur Schwäbischen Alb. Nach Norden und Osten sieht man die Berge des Bregenzerwaldes und teilweise des Allgäus.